# Кропа (канал)
Кропа (словац. Kropa) — меліоративний канал; притока Копаного ярка, протікає в окрузі Требишів.
Довжина приблизно 6,0-6,5 км. Витік знаходиться в масиві Східнословацька низовина.
Протікає територією сіл Земплінске Градіштє і Грань.